# Aipictors
Aipictors（エーアイピクターズ）は、生成AIによって生成されたイラストを投稿および共有できる日本のソーシャル・ネットワークサービス（SNS）。
個人運営としてスタートしたが、2023年8月31日に「Aipictors株式会社」として法人化した。
2023年9月11日に、生成AIによる画像生成AI機能のサブスクリプションサービスをリリース。